# Pan Guang
Pan Guang (né le 7 juin 1947 à Shanghai, Chine) est professeur et le directeur du "Shanghai Center for International Studies and Institute of European & Asian Studies" (un centre de recherche de la "Shanghai Academy of Social Sciences") ainsi que directeur du "Shanghai Cooperation Organization Studies Center" (SCO) à Shanghai, président du  Centre des études judaïques de Shanghai (CJSS) et vice-président de la "Chinese Society of Middle East Studies".
Pan Guang naquit à Shanghai et grandit à Hainan. Il fit ses études à l'Université Renmin de Chine à Pékin et à l'École normale supérieure de l'Est de la Chine à Shanghai. Ensuite il fit son Bachelor et son Master en Sciences Politiques ainsi que le doctorat en Histoire. De plus il est membre du "International Council of Asia Society" aux États-Unis, conseiller du "Forum Chine-Eurasie" aux États-Unis, membre du "Asia Europe Journal" à Singapour et conseiller du maire de Shanghai en ce qui concerne les affaires anti-terroristes.
Il fut le lauréat du "James Friend Annual Memorial Award for Sino-Jewish Studies" en 1993, du "Special Award for Research on Canadian Jews from China" en 1996, et en 2004, le président russe Vladimir Poutine lui décerna le "Saint Petersburg-300 Medal for Contribution to China-Russia Relations". En 2005 il fut nommé comme membre du Haut Conseil pour l'Alliance des Civilisations par le secrétaire général de l'ONU Kofi Annan.
Le 17 octobre 2006 le prix Autrichien pour la Mémoire de l'Holocauste fut décerné à Pan Guang dans le consulat général autrichien de Shanghai.

## Publications
- The Jews in China
- Open Door Policy in Asia, Africa and Latin America
- Selected Works on Arab African History
- US War on Iraq (2003)
- From Silk Road to ASEM: 2000 years of Asia-Europa Relations
- China—Central Asia--Russia Relations
- SCO and China’s Role in the War on Terrorism
- Contemporary International Crises
- China’s Success in the Middle East
- China’s Anti-terror Strategy and China’s Role in the War on Terror
- Islam and Confucianism: the Development of Chinese Islam
- Ethnic and Religious Conflicts in Pacific Rim Area
- China and Post-Soviet Central Asia